# Марамаа
Ма́рамаа (ест. Maramaa küla) — село в Естонії, у волості Тарту повіту Тартумаа.

## Населення
Чисельність населення на 31 грудня 2011 року становила 242 особи.

## Географія
Через населений пункт проходить автошлях 39 (Тарту — Йиґева — Аравете).